# Gare du Creusot
Ne doit pas être confondu avec Gare du Creusot TGV.
La gare du Creusot, ou gare du Creusot-Ville afin de la distinguer de celle du Creusot TGV, est une gare ferroviaire française située sur le territoire de la commune du Creusot, dans le département de Saône-et-Loire, en région Bourgogne-Franche-Comté.
Mise en service en 1867 par la Compagnie des chemins de fer de Paris à Lyon et à la Méditerranée (PLM), c'est une gare voyageurs de la Société nationale des chemins de fer français (SNCF).

## Situation ferroviaire

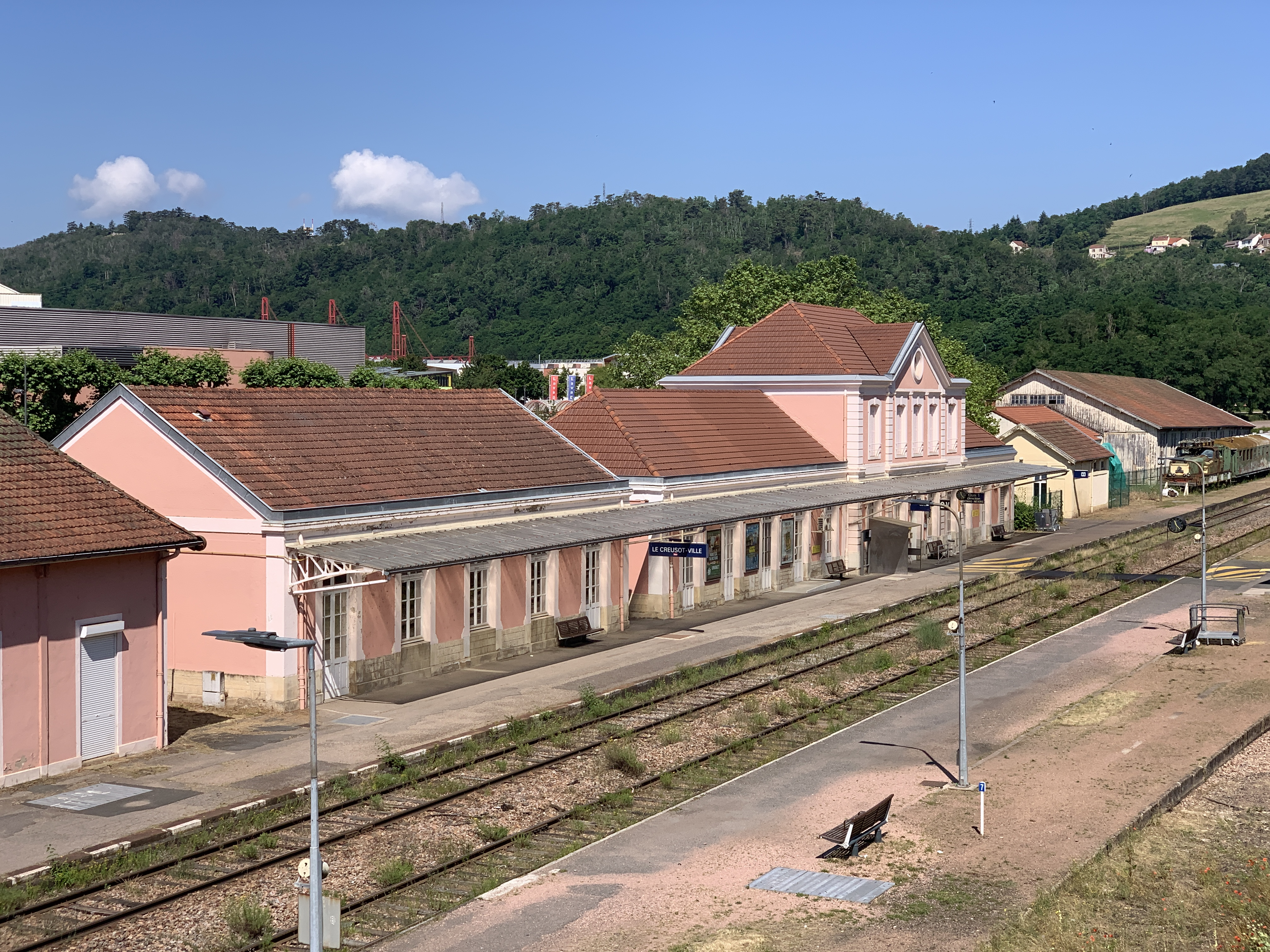
Vue globale de la gare.

Établie à 352 mètres d'altitude, la gare du Creusot est située au point kilométrique (PK) 125,644 de la ligne de Nevers à Chagny entre les gares ouvertes de Marmagne-sous-Creusot, (s'intercalent les haltes fermées de Les Jeannins et de Villedieu-Chanliau) et de Montchanin.

## Histoire
La gare du Creusot est mise en service le 16 septembre 1867 par la Compagnie des chemins de fer de Paris à Lyon et à la Méditerranée (PLM), lorsqu'elle ouvre à l'exploitation la troisième et dernière section de Cercy-la-Tour à Montchanin, de sa « ligne de Chagny à Nevers ».

## Service des voyageurs

### Accueil
Gare SNCF, elle dispose d'un bâtiment voyageurs avec guichets ouverts du lundi au vendredi

### Dessertes
Le Creusot est desservie par des trains du réseau TER Bourgogne-Franche-Comté (relation de Montchanin à Étang-sur-Arroux et de Dijon-Ville à Nevers).

## Service des marchandises
Cette gare est ouverte au service du fret (Train massif et wagon isolé).